# Jean Laplanche
Jean Laplanche (París, 21 de junio de 1924 - Beaune, 6 de mayo de 2012) fue un destacado psicoanalista francés autor de importantes aportes teóricos a la teoría psicoanalítica. Destaca por sus trabajos en el área del desarrollo psicosexual, así como por sus contribuciones a la teoría freudiana de la seducción, mas lo que lo transformó en un psicoanalista internacionalmente conocido fue principalmente la edición del Diccionario de psicoanálisis, trabajo que realizó en conjunto con Jean-Bertrand Pontalis en 1967 y que se convirtió en obra estándar, uno de los diccionarios de psicoanálisis más traducidos y consultados.

## Biografía
La infancia de Laplanche transcurrió en la ciudad de Beaune, departamento francés de la Côte-d'Or, Región de la Borgoña. Creció en un entorno campestre, rodeado de viñedos Château de Pommard, propiedad de su familia.
Durante su juventud temprana participó en un grupo denominado Action Catholique  una organización juvenil católica de izquierda, comprometida con la justicia social. A los 18 años pasó a engrosar las filas de la Resistencia francesa y tras la guerra tuvo una participación política activa como militante en círculos trotskistas. Fue miembro fundador del grupo marxista consejista Socialismo o barbarie cuyo énfasis estaba puesto en combatir las tendencias totalitarias y estalinistas en la izquierda. Debido a sus diferencias y al distanciamiento, paulatinamente mayor, de las ideas de Cornelius Castoriadis, Laplanche se fue alejando de este grupo.
Desarrolló sus estudios universitarios en los años 1940 en la facultad de filosofía de la École Normale Supérieure de París, donde conoció, entre otros, al joven Michel Foucault. Se trataba de una escuela de élite en filosofía, donde tuvo oportunidad de estudiar con connotados maestros. Fue discípulo del famoso especialista en Hegel, Jean Hyppolite, como también del filósofo fenomenólogo Merleau-Ponty y  del epistemólogo Gaston Bachelard, entre otros.
En 1946-1947 estudió por un año en Harvard, en el Instituto de Relaciones Sociales. Por aquella época creció su interés por el psicoanálisis, al tomar contacto con Rudolph Lowenstein, el analista de Jacques Lacan y Daniel Lagache en París.  A su regreso en 1947 empezó su propio análisis con Jacques Lacan, quien en aquel momento era el psicoanalista más connotado en el ambiente psicoanalítico de París.
En 1950 contrajo matrimonio con Nadine Madeleine France Guillot, quien sería su compañera durante 60 años (hasta la muerte de Nadine en 2010).
Estudió medicina, siguiendo el consejo de Lacan, pero desde un principio con el objetivo en mente de hacerse psicoanalista. Se incorporó a la International Psychoanalytical Association y a partir de 1961 asumió tareas como docente en la Sorbonne en París.
Se mantuvo muy ligado a las posiciones intelectuales y a la obra de Lacan hasta 1964, año en el que ocurre un quiebre importante con él, que marcará un hito en su carrera como psicoanalista. En conjunto con un grupo de psicoanalistas que se habían ido distanciando de Lacan ( Jean-Bertrand Pontalis, Didier Anzieu y Wladimir Granoff fundó la APF Asociación Psicoanalítica de Francia, sobre la base de la preexistente Association Psychanalytique de Paris. La APF fue reconocida entonces por la Asociación Psicoanalítica Internacional y Laplanche fungió como su presidente entre 1969–1971.

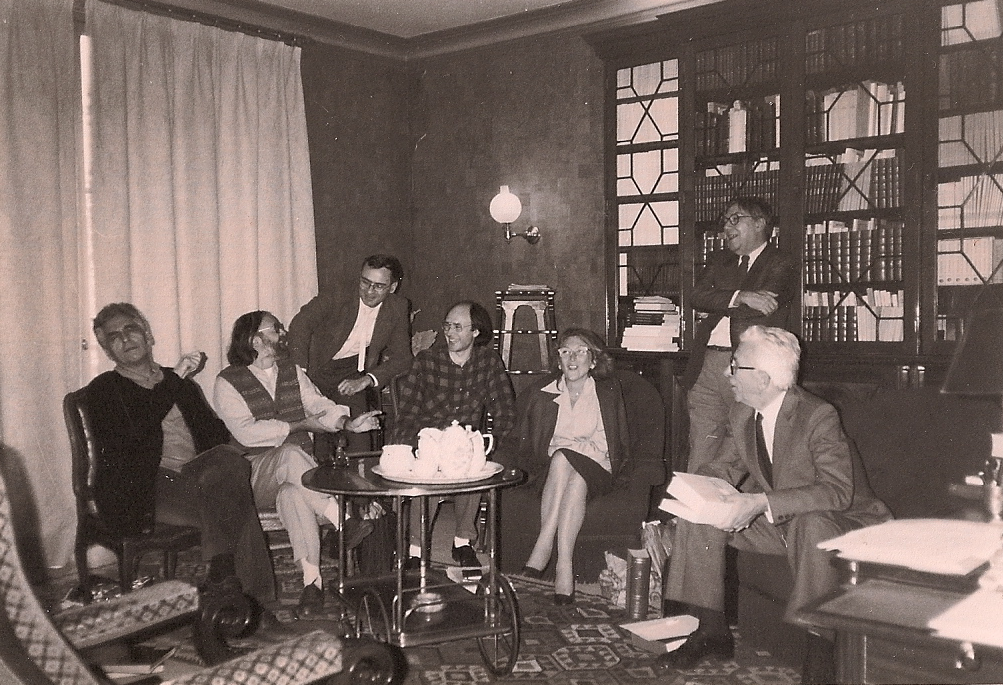
Reunión del equipo editorial de la nueva traducción al francés de las obras completas de Freud, en la casa de su director científico, Jean Laplanche

Laplanche y Pontalis explicaron más tarde las razones que condujeron al quiebre definitivo con Lacan, señalando que llegó un momento en que se percataron de que la consigna enarbolada por Lacan de un supuesto «retorno a Freud» era más bien un «billete sin retorno» hacia Lacan.
La eficacia del «retorno»  y de la crítica de Freud que realiza Laplanche, en cambio, tiene un fundamento muy sólido: La revisión profunda de su obra que, a sugerencia de Daniel Lagache, realizó junto a Pontalis para escribir el Diccionario de psicoanálisis, obra que le tomó varios años de trabajo riguroso con las fuentes originales, tanto para la traducción cuidadosa de los conceptos, como para la sistematización, enlazamiento y estructuración del material para el diccionario. Su trabajo fue publicado finalmente en 1967 y se transformó en una obra de referencia indispensable para cualquiera que desee estudiar la teoría psicoanalítica. El diccionario fue traducido a varios idiomas y tiene la ventaja, no solo de definir precisamente los términos, sino además de examinar con exactitud su procedencia, siguiendo la pista y evolución histórica de cada concepto en la teoría analítica, lo que en muchos casos implica recurrir a las propias fuentes de Freud. Sin embargo, su interés por Freud nunca fue personal, no se trataba de «psicoanalizar a Freud», según el mismo aclaró, sino de comprender, examinar y criticar con rigor su obra.
En 1986 se le otorgó el grado de Doctor honoris causa en la Universidad de Lausana. También otras universidades han reconocido más tarde sus aportes con el título de doctor honoris causa (la Universidad de Buenos Aires y la Universidad de Atenas) así como otros premios y grados académicos: en 1990 se le otorgó el grado de Chevalier des Arts et Lettres de la Orden de las Artes y las Letras; en 1995 el premio Mary S. Sigourneñy. 
Laplanche se desempeñó como profesor titular en la Universidad de París VII entre los años 1970 y 1994. Las clases y seminarios que aquí impartió han sido publicadas en idioma francés en siete tomos, con el título de Problématiques.
Desde 1988, J. Laplanche se dedicó intensivamente a la dirección científica del proyecto de nueva traducción al francés de las obras completas de Sigmund Freud. 
Víctima de una fibrosis pulmonar, murió a los 87 años en Beaune, la misma ciudad en la que transcurrió su infancia, donde se había retirado a vivir hace ya algún tiempo.

## Aportes principales a la teoría psicoanalítica
Es posible distinguir — según el psicoanalista canadiense de la Universidad de Montreal, Dominique Scarfone — tres grandes áreas en la contribución de Laplanche al psicoanálisis:
- Elaboración de una metodología nueva para el estudio y lectura crítica de Freud
- Detección y descripción del papel que desempeña la traducción (y no se refiere aquí meramente a la traducción al francés de la obra de Freud, sino a un «mecanismo fundamental en el proceso de diferenciación psíquica»
- Formulación de una propuesta de refundación del conjunto de la teoría,  sobre bases nuevas, con la teoría de la seducción generalizada.[3]

## Obras en francés
- Hölderlin et la question du père, París, PUF, 1961 (2è éd.: 1969; Quadrige, 1984).[4]
- Jean Laplanche/Serge Leclaire, L’inconscient une étude psychanalytique (Colloque de Bonneval, automne 1960), en Laplanche, J. Problématiques IV L’inconscient et le ça. París : PUF, 1981.- pp. 261-321.
- Jean Laplanche/Jean-Bertrand Pontalis, Fantasme originaire Fantasmes des origines Origines du fantasme [1964], París : © Hachette (Collection «Textes du XXe siècle»), 1985 ; París, Hachette Pluriel, 2002.
- Jean Laplanche/Jean-Bertrand Pontalis, Vocabulaire de la psychanalyse, París, 1967, éd. 2004 PUF-Quadrige, No 249, ISBN 2-13-054694-3
- Vie et mort en psychanalyse, París, Flammarion, 1970, 2 éd. 1971, suivie de Dérivation des entités psychanalytiques, 1977, reedición: PUF - Quadrige, 2008, ISBN 2-13-056673-1
- Problématiques I : L'angoisse , París, PUF, 1980, (Quadrige, 1998).
- Problématiques II: Castration, symbolisations , París, PUF, 1980, (Quadrige, 1998).
- Problématiques III: La Sublimation , París, PUF, 1980, (Quadrige, 1998).
- Problématiques IV: L'inconscient et le ça , París, PUF, 1981, (Quadrige, 1998).
- Problématiques V : Le baquet-transcendance du transfert, París, PUF, 1987 (Quadrige, 1998).
- Nouveaux fondements pour la psychanalyse, París, PUF, 1987. 2 éd. avec un Index général des "Problématiques", 1990.
- Traduire Freud, (en colaboración con André Bourguignon, P. Cotet, F. Robert). París, PUF, 1989.
- La révolution copernicienne inachevée, (Travaux 1967-1992), París, Aubier 1992. Reedición: Le primat de l'autre en psychanalyse, París, Flammarion, 1997.
- Le fourvoiement biologisant de la sexualité chez Freud, París, Les empêcheurs de penser en rond, 1993, rééd. augmentée sous le titre : La sexualité humaine, biologisme et biologie (coll. «Déjà classique!»), París, Synthélabo, 1999.
- Entre séduction et inspiration : l'homme, París, PUF, 1999.
- Problématiques VI: L'après-coup - La Nachträglichkeit dans l'après-coup (1990-1991) , París, PUF, 2006.
- Problématiques VII: Le fourvoiement biologisant de la sexualité chez Freud suivi de Biologisme et biologie, París, PUF, 2006.
- Sexual. La sexualité élargie au sens freudien. 2000-2006, París, PUF, 2007.

## Traducciones
Amorrortu Editores ha publicado gran parte de sus obras:
- Vida y muerte en psicoanálisis
- La Angustia (Problemáticas I)
- Castración. Simbolizaciones (Problemáticas II)
- La Sublimación (Problemáticas III)
- El inconsciente y el ello (Problemáticas IV)
- La cubeta. Trascendencia de la transferencia (Problemáticas V)
- El après-coup (Problemáticas VI)
- Nuevos fundamentos para el psicoanálisis
- La pulsión de muerte
- La prioridad del otro en psicoanálisis
- El extravío biologizante de la sexualidad en Freud
- Entre seducción e inspiración: El hombre

Ediciones Nueva visión ha publicado:
- Problemática psicoanalítica. I. La angustia en la neurosis.
- La sexualidad.
- Interpretar [con] Freud y otros ensayos
- Traducir a Freud. La lengua, el estilo, el pensamiento. (En colaboración con P. Cotet, J.-M. Rey y otros).

Gedisa editorial ha publicado:
- Fantasía Originaria, Fantasía de los Orígenes, Orígenes de la Fantasía. (En colaboración con Jean-Bertrand Pontalis).

Ediciones Corregidor ha publicado:
- Hölderlin y el problema del padre.

Resalta sobre todo su Diccionario, publicado en español por Paidós: 
- Laplanche, Jean; Pontalis, Jean-Bertrand (1996/2023). Diccionario de psicoanálisis. Título original Vocabulaire de la Psychanalyse (1967). Traducción Fernando Gimeno Cervantes. Paidós. ISBN 978-84-493-4128-1.